# Walter Röhrl
Walter Röhrl (* 7. březen 1947 Regensburg) je německý jezdec rallye. Aktivně závodil v letech 1973 až 1987 v týmech Fiat Abarth, Opel Motorsport, Lancia Racing, Porsche Motorsport, Ford M-Sport, BMW Motorsport a Audi Sport. Získal dva tituly mistra světa v letech Mistrovství světa v rallye 1980 a Mistrovství světa v rallye 1982. V roce 2000 získal titul Jezdec století. 

## Životopis
Původně se měl stát kameníkem a nastoupil do biskupského ordinariátu v Regensburgu. Tam se stal služebním řidičem. Jediné sporty, které provozoval, bylo lyžování, stolní tenis a veslování. Až v roce 1968 mu kamarád nabídl start na Rally Bavaria. Se sériovým vozem Fiat 850 Coupé se postupně probojoval až do první desítky, ale pak musel odstoupit. O rok později byl s vozem BMW 2002 druhý, ale později byl diskvalifikován. V roce 1971 startoval s vozem Ford Capri a vyhrál Rudolf Diesel rallye a Rallye Wiesbaden. Celkově skončil třetí v německém šampionátu. V dalších letech startoval v soutěžích mistrovství Evropy a později mistrovství světa s vozy Opel Ascona a Opel Kadett. Kvůli technickým problémům ale v roce Mistrovství světa v rallye 1977 podepsal smlouvu s Fiatem a startoval s vozem Fiat 131 Abarth. Současně startoval opět v německém šampionátu s vozem Lancia Stratos a získal opět titul v roce 1979. O rok později s Fiatem vyhrál první titul mistra světa. V následujícím roce startoval s vozy Porsche 911 a Porsche 924 v rallye a s vozy Porsche 935 a Porsche 944 na okruhových závodech. Zvítězil například na okruhu v Silverstone. V následujícím roce se opět naplno věnoval rallye a vrátil se do vozu Opel Ascona 400. S ním získal druhý titul. Pro další rok opět změnil tým a přesedl do vozu Lancia 037 Rally, což byl jeden z prvních vozů skupiny B. Skončil druhý za Hannu Mikkolou s Audi Quattro. Röhl tedy také přestupuje k Audi a v sezoně Mistrovství světa v rallye 1985 končí třetí s vozem Quattro S1. Po zrušení skupiny B startoval s vozem Audi 200 Quattro a skončil druhý na Safari Rallye 1987. Jeho poslední soutěží je Drei Städte Rallye, ve které také vítězí. Ještě jednou pak usedá do vozu Quattro S1 a vítězí na americkém závodě do vrchu Pikes Peak. V letech 1990 a 1991 startuje s Audi Quattro V8 v šampionátu DTM. I tam několikrát vítězí. Poté se věnuje vývoji a prezentaci vozů Porsche a startům ve veteránských soutěžích.
Celkově startoval na 75 soutěžích mistrovství světa. Čtrnáctkrát vyhrál a z toho čtyřikrát v Monte Carlu. Získal přezdívku Montemeister.

## Klíčové mezníky kariéry
- 1971 – první vítězství v rallye (Rallye Wiesbaden)
- 1974 – titul evropského šampióna
- 1975 – první vítězství v závodě mistrovství světa (Řecko)
- 1980 – titul světového šampióna
- 1982 – druhý titul světového šampióna
- 1983 – titul vicemistra v mistrovství světa
- 1985 – konečné třetí místo v mistrovství světa
- 1987 – vítězství Pikes Peak
- 1989 – vítězství IMSA-GTO-Championship, USA (500 km Watkins Glen)
- 1990 – vítězství v závodě DTM (Nürburgring)
- 1997 – vítězství v Rallye San Remo Storico (Porsche 911)

## Výsledky

### WRC
| Rok  | Tým                      | Vůz                      | 1       | 2       | 3       | 4       | 5       | 6       | 7       | 8       | 9       | 10      | 11      | 12      | 13  | PJ   | Body |
| ---- | ------------------------ | ------------------------ | ------- | ------- | ------- | ------- | ------- | ------- | ------- | ------- | ------- | ------- | ------- | ------- | --- | ---- | ---- |
| 1973 | Irmscher Tuning          | Opel Commodore GS/E      | MON 45  | SWE     | POR     | KEN     | MOR     | GRE     | POL     | FIN     |         |         |         |         |     | N/A  | N/A  |
| 1973 | Irmscher Tuning          | Opel Ascona              |         |         |         |         |         |         |         |         | AUT Ret | ITA     | USA     | GBR Ret | FRA | N/A  | N/A  |
| 1974 | Opel Euro Händler Team   | Opel Ascona              | MON C   | SWE C   | POR Ret | KEN     | GRE C   | FIN     | ITA     | CAN     | USA     | GBR 5   | FRA     |         |     | N/A  | N/A  |
| 1975 | Opel Euro Händler Team   | Opel Ascona              | MON Ret | SWE     | KEN     | GRE 1   | MOR Ret | POR Ret | FIN     |         |         |         |         |         |     | N/A  | N/A  |
| 1975 | Opel Euro Händler Team   | Opel Kadett GT/E         |         |         |         |         |         |         |         | ITA Ret | FRA     | GBR Ret |         |         |     | N/A  | N/A  |
| 1976 | Opel Euro Händler Team   | Opel Kadett GT/E         | MON 4   | SWE     | POR Ret | KEN Ret | GRE     | MOR     | FIN     | ITA Ret | FRA Ret | GBR Ret |         |         |     | N/A  | N/A  |
| 1977 | Opel Euro Händler Team   | Opel Kadett GT/E         | MON Ret | SWE     | POR     | KEN     | NZL     | GRE Ret | FIN     |         |         |         | GBR Ret |         |     | NC   | 0    |
| 1977 | Fiat S.p.A.              | Fiat 131 Abarth          |         |         |         |         |         |         |         | CAN Ret | ITA Ret | FRA     |         |         |     | NC   | 0    |
| 1978 | Alitalia Fiat            | Fiat 131 Abarth          | MON 4   | SWE     | KEN     | POR Ret | GRE 1   | FIN     | CAN 1   | ITA Ret | CIV     | FRA     | GBR 6   |         |     | 6.   | 13   |
| 1979 | Alitalia Fiat            | Fiat 131 Abarth          | MON Ret | SWE     | POR     | KEN 8   | GRE     | NZL     | FIN     | CAN     | ITA 2   | FRA     | GBR 8   | CIV     |     | 9.   | 21   |
| 1980 | Fiat Italia              | Fiat 131 Abarth          | MON 1   | SWE     | POR 1   | KEN     | GRE 5   | ARG 1   | FIN     | NZL 2   |         | FRA 2   | GBR     | CIV     |     | 1.   | 118  |
| 1980 | Jolly Club               | Fiat 131 Abarth          |         |         |         |         |         |         |         |         | ITA 1   |         |         |         |     | 1.   | 118  |
| 1981 | Eminence                 | Porsche 911 SC           | MON     | SWE     | POR     | KEN     | FRA     | GRE     | ARG     | BRA     | FIN     | ITA Ret | CIV     | GBR     |     | NC   | 0    |
| 1982 | Rothmans Opel Rally Team | Opel Ascona 400          | MON 1   | SWE 3   | POR Ret | KEN 2   | FRA 4   | GRE 2   | NZL 3   | BRA 2   | FIN     | ITA 3   | CIV 1   | GBR     |     | 1.   | 109  |
| 1983 | Martini Racing           | Lancia 037 Rally         | MON 1   | SWE     | POR 3   | KEN     | FRA 2   | GRE 1   | NZL 1   | ARG     | FIN     | ITA 2   | CIV     | GBR     |     | 2.   | 102  |
| 1984 | Audi Sport               | Audi Quattro A2          | MON 1   | SWE     | POR 6   | KEN     |         |         | NZL Ret | ARG     | FIN     |         |         |         |     | 11th | 26   |
| 1984 | Audi Sport               | Audi Sport Quattro       |         |         |         |         | FRA Ret | GRE Ret |         |         |         | ITA Ret | CIV     | GBR     |     | 11th | 26   |
| 1985 | Audi Sport               | Audi Sport Quattro       | MON 2   | SWE Ret | POR 3   | KEN     | FRA Ret | GRE Ret | NZL 3   | ARG     | FIN     |         |         |         |     | 3.   | 59   |
| 1985 | Audi Sport               | Audi Sport Quattro S1 E2 |         |         |         |         |         |         |         |         |         | ITA 1   | CIV     | GBR Ret |     | 3.   | 59   |
| 1986 | Audi Sport               | Audi Sport Quattro S1 E2 | MON 4   | SWE     | POR Ret | KEN     | FRA     | GRE     | NZL     | ARG     | FIN     | CIV     | ITA     | GBR     | USA | 22.  | 10   |
| 1987 | Audi Sport               | Audi 200 Quattro         | MON 3   | SWE     | POR     | KEN 2   | FRA     | GRE Ret | USA     | NZL     | ARG     | FIN     | CIV     | ITA     | GBR | 11.  | 27   |

### DTM
| Rok  | Tým                        | Vůz                 | 1    | 2    | 3    | 4    | 5    | 6    | 7    | 8    | 9    | 10   | 11   | 12   | 13   | 14   | 15     | 16     | 17     | 18       | 19     | 20     | 21     | 22     | PJ  | Body |
| ---- | -------------------------- | ------------------- | ---- | ---- | ---- | ---- | ---- | ---- | ---- | ---- | ---- | ---- | ---- | ---- | ---- | ---- | ------ | ------ | ------ | -------- | ------ | ------ | ------ | ------ | --- | ---- |
| 1990 | Schmidt Motorsport Technik | Audi V8 quattro DTM | ZOL1 | ZOL2 | HO11 | HO12 | NG11 | NG12 | AVU1 | AVU2 | MAI1 | MAI2 | WUN1 | WUN2 | NNO1 | NNO2 | NOR1 2 | NOR2 5 | DIE1 9 | DIE2 DNF | NG21 8 | NG22 1 | HO21 3 | HO22 3 | 11. | 72   |
| 1991 | Schmidt Motorsport Technik | Audi V8 quattro DTM | ZOL1 | ZOL2 | HO11 | HO12 | NG11 | NG12 | AVU1 | AVU2 | WUN1 | WUN2 | NOR1 | NOR2 | DIE1 | DIE2 | NG21   | NG22   | SIN1   | SIN2     | HO21 3 | HO22 4 |        |        | 17. | 22   |

### 24h Le Mans
| Rok  | Tým                  | Spolujezdci                       | Vůz                       | Třída    | Kola | Abs. | Třída Poz. |
| ---- | -------------------- | --------------------------------- | ------------------------- | -------- | ---- | ---- | ---------- |
| 1981 | Porsche System       | Jürgen Barth                      | Porsche 944 LM            | GTP +3.0 | 323  | 7    | 1.         |
| 1993 | Le Mans Porsche Team | Hurley Haywood Hans-Joachim Stuck | Porsche 911 Turbo S LM-GT | GT       | 79   | DNF  | DNF        |